# Мишій італійський
{{#ifeq:0|0|{{#if:|{{#if:Setariaitalica|[[]}}|}}}}

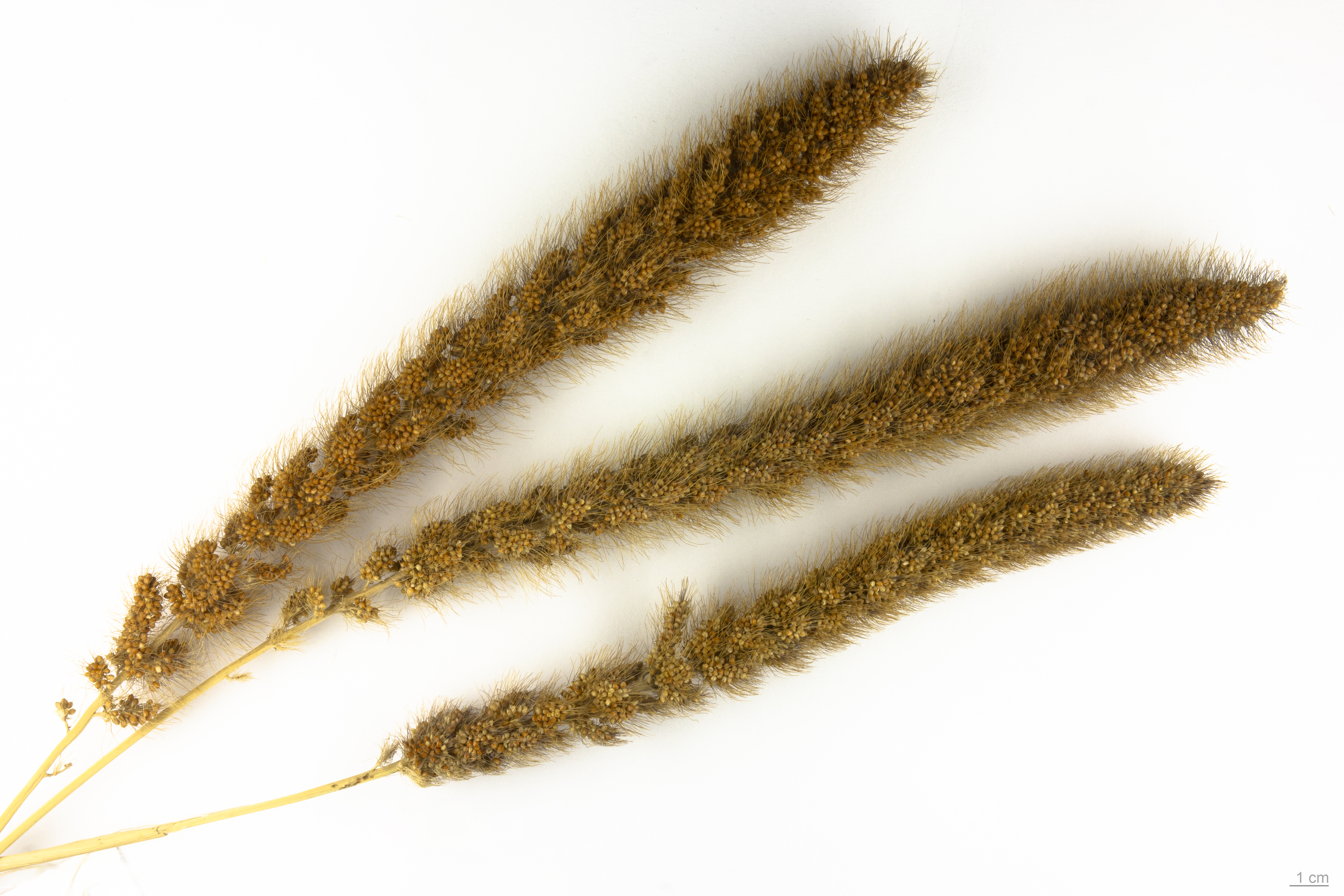
Setaria italica - Тулузький музей

Мишій італійський (Setaria italica (L.) P.Beauv.) — трав'яниста рослина роду мишій (Setaria), родини тонконогових (Poaceae).

## Назва
У Китаї культурні види мишія називають «гуцзой», а крупу «сяоміцзой». Назва культурного підвиду, чумизи, походить від зміненого китайського «сяоміцза». В Індії називають «кунгу», в Японії — «ава», у Грузії — «гомі», у Вірменії — «мчаді», у Молдові та Україні — «бор» або «головчасте просо», у Казахстані «кунак», в Англії — «туркестанське просо» (Turkestan millet), «італійське просо» (Italian millet).

## Біологія
Мишій італійський є рослиною короткого дня, відносно середньостепововю, теплолюбною.